# مارلون رانغيل
مارلون رانغيل هو لاعب كرة قدم برازيلي في مركز الدفاع، ولد في 27 مايو 1996 في ليناريس في البرازيل. لعب مع نادي تشافيس.